# Pleurolabus costulatus
Pleurolabus costulatus es una especie de coleóptero de la familia Attelabidae.

## Distribución geográfica
Habita en Sudáfrica.